# Генерал армии (Чехословакия)
Генерал армии (чеш. Armádní generál, словац. Armádny generál) — самое высшее воинское звание в Чехословакии в 1927—1992 гг. (в литературе часто указывается как «армейский генерал»).

## История звания
До 1947 г. было третьим генеральским званием (после бригадного генерала и дивизионного генерала), с 1947 г. — четвёртым (в 1947 г. было введено звание корпусного генерала, в 1953 г. звания бригадного, дивизионного и корпусного генерала заменены на звания генерал-майора, генерал-поручика и генерал-полковника).
Звание генерала армии сохранено в Чехии и присваивается по настоящее время. В Словакии это звание упразднено (существовало до 2002 г. и никому не присваивалось), как и в большинстве иных стран Восточной Европы, в целях соответствия стандартам НАТО.
Знаки различия — четыре больших золотых звезды в ряд на погоне (после введения звания генерал-полковника).

## Список генералов армии Чехословакии
До 1927 г. система генеральских званий в Чехословакии делилась на 5 классов. При введении новой системы генеральских званий в 1927 году генералы 1-го (единственный обладатель — бывший фельдмаршал армии Австро-Венгерии Э. фон Бём-Эрмоли), 2-го (бывший генерал-полковник армии Австро-Венгрии К. Критек) и 3-го классов, состоявшие в отставке, получили звание генерала армии в отставке.
1. 16 декабря 1927 — Дробный, Ян (Drobný Jan) (1866—1945)
2. 16 декабря 1927 — Подгайский, Алоис (Podhajský Alois) (1864—1946)
3. 16 декабря 1927 — Сыровый, Ян (Syrový Jan) (1888—1970)
4. 16 декабря 1927 — Шквор, Франтишек (Škvor František) (1868—1941)
5. 16 декабря 1927 (в отставке) — Бём-Эрмоли, Эдуард фон (Böhm-Ermolli Eduard von) (1856—1941)[1]
6. 16 декабря 1927 (в отставке) — Бружек, Зденек (Bružek Zdeněk) (1853—1934)[2]
7. 16 декабря 1927 (в отставке) — Дивиш, Ян (Diviš Jan) (1862—1934)[2]
8. 16 декабря 1927 (в отставке) — Зеефранц, Антонин (Seefranz Antonín) (1853—1937)[2]
9. 16 декабря 1927 (в отставке) — Каник, Франтишек (Kaník František) (1863—1931)[2]
10. 16 декабря 1927 (в отставке) — Кейл, Франтишек (Keil František) (1862—1945)[2]
11. 16 декабря 1927 (в отставке) — Косак, Фердинанд (Kosák Ferdinand) (1856—1932)[2]
12. 16 декабря 1927 (в отставке) — Краличек, Рудолф (Králíček Rudolf) (1862—1946)[2]
13. 16 декабря 1927 (в отставке) — Краус, Рудолф (Kraus Rudolf) (1863—1943)[2]
14. 16 декабря 1927 (в отставке) — Кршитек, Карел (Křitek Karel) (1861—1928)[3]
15. 16 декабря 1927 (в отставке) — Куммер, Йиндржих (Kummer Jindřich) (1852—1929)[2]
16. 16 декабря 1927 (в отставке) — Легман, Йиржи (Lehman Jiří) (1856—1936)[2]
17. 16 декабря 1927 (в отставке) — Маттанович, Эрвин (Mattanovich Ervín) (1861—1942)[2]
18. 16 декабря 1927 (в отставке) — Мейстер, Ян (Meister Jan) (1856—1928)[2]
19. 16 декабря 1927 (в отставке) — Настопил, Карел (Nastopil Karel) (1856—1929)[2]
20. 16 декабря 1927 (в отставке) — Пино, Артур (Pino Artur) (1843—1930)[2]
21. 16 декабря 1927 (в отставке) — Планк, Эдуард (Plank Eduard) (1857—1933)[2]
22. 16 декабря 1927 (в отставке) — Тенглер, Богдан (Tengler Bohdan) (1851—?)[2]
23. 16 декабря 1927 (в отставке) — Фанта, Карел (Fanta Karel) (1851—1937)[2]
24. 16 декабря 1927 (в отставке) — Фокс, Ченек (Fox Čeněk) (1859—1931)[2]
25. 16 декабря 1927 (в отставке) — Хмеларж, Эвжен (Chmelař Evžen) (1856—1945)[2]
26. 16 декабря 1927 (в отставке) — Цибулка, Клаудиус (Czibulka Klaudius) (1862—1931)[2]
27. 16 декабря 1927 (в отставке) — Шаритцер, Йиржи (Scharitzer Jiří) (1864—1945)[2]
28. 16 декабря 1927 (в отставке) — Шеуре, Эвжен (Scheure Evžen) (1859—?)[2]
29. 16 декабря 1927 (в отставке) — Шокоров, Владимир Николаевич (Šokorov Vladimír) (1868—1940)[2]
30. 30 декабря 1929 — Войцеховский, Сергей Николаевич (Vojcechovský Sergej) (1883—1951)
31. 21 октября 1930 — Фоше, Луи-Эжен (Faucher Louis-Eugene) (1874—1964)
32. 13 ноября 1930 — Шнейдарек, Йозеф (Šnejdárek Josef) (1875—1945)
33. 26 июня 1931 — Билый, Йозеф (Bílý Josef) (1872—1941)
34. 14 марта 1934 — Крейчи, Людвик (Krejčí Ludvík) (1890—1972)
35. 5 марта 1936 — Прхала, Лев (Prchala Lev) (1892—1963)
36. 22 декабря 1936 — Вотруба, Йозеф (Votruba Josef) (1879—1959)
37. 1 августа 1937 — Кадлец, Эдуард (Kadlec Eduard) (1880—1961)
38. 26 октября 1945 — Гасал, Антонин (Hasal Antonín) (1893—1960)
39. 26 октября 1945 — Свобода, Людвик (Svoboda Ludvík) (1895—1979)
40. 24 мая 1946 — Бочек, Богумил (Boček Bohumil) (1894—1952)
41. 26 октября 1946[4] (посмертно) — Гомола, Бедржих (Homola Bedřich) (1887—1943)
42. 26 октября 1946 (посмертно) — Лужа, Войтех (Luža Vojtěch) (1891—1944)
43. 26 октября 1946 (посмертно) — Элиаш, Алоис (Eliáš Alois) (1890—1942)
44. 7 сентября 1947 — Ингр, Сергей (Ingr Sergej) (1894—1956)
45. 17 февраля 1947 — Клапалек, Карел (Klapálek Karel) (1893—1984)
46. 17 февраля 1947 — Лишка, Алоис (Liška Alois) (1895—1977)
47. 17 февраля 1947 — Новак, Зденек (Novák Zdeněk) (1891—1988)
48. 5 ноября 1947 (посмертно) — Виест, Рудольф (Viest Rudolf) (1890—1945?)
49. 1 декабря 1949 — Дргач, Шимон (Drgáč Šimon) (1892—1980)
50. 1 декабря 1949 — Саторие, Ян (Satorie Jan) (1894—1985)
51. 3 октября 1950 — Прохазка, Ярослав (Procházka Jaroslav) (1897—1980)
52. 3 октября 1950 — Чепичка, Алексей (Čepička Alexej) (1910—1990)
53. 5 ноября 1959 — Ломский, Богумир (Lomský Bohumír) (1914—1982)
54. 1 мая 1966 — Рытирж, Отакар (Rytíř Otakar) (1913—1979)
55. 1 мая 1972 — Дзур, Мартин (Dzúr Martin) (1919—1985)
56. 1 октября 1986 — Вацлавик, Милан (Václavík Milán) (1928—2007)
57. 1 мая 1990 — Вацек, Мирослав (Vacek Miroslav) (n. 1935)
58. 2 декабря 1991 (посмертно) — Кутлвашр, Карел (Kutlvašr Karel) (1895—1961)
59. 2 декабря 1991 (посмертно) — Пика, Гелиодор (Píka Heliodor) (1897-1949)
60. 2 декабря 1991 (посмертно) — Ференчик, Микулаш (Ferjenčík Mikuláš) (1904—1988)
61. 2 декабря 1991 (посмертно) — Яноушек, Карел (Janoušek Karel) (1893—1971)